# Mario Scirea
Mario Scirea, nacido el 7 de agosto de 1964 en Oltre il Colle, es un exciclista italiano reconvertido a director deportivo.

## Biografía
En 1987, Mario Scirea ganó el título de Campeón del mundo en contrarreloj por equipos junto con Roberto Fortunato, Eros Poli y Flavio Vanzella.
Debutó como profesional en 1989 y se retiró en 2004. Entre 1996 y 2004 formó parte de los lanzadores de Mario Cipollini. En la actualidad es el director deportivo del equipo Cannondale Pro Cycling.

## Palmarés
1986
- 2º en el Campeonato del mundo en contrarreloj por equipos (con Massimo Podenzana, Flavio Vanzella y Eros Poli)

1987
- Campeón del mundo en contrarreloj por equipos (con Roberto Fortunato, Eros Poli y Flavio Vanzella)

1996
- 1 etapa de la Hofbrau Cup

## Resultados en las grandes vueltas
| Carrera         | 1989  | 1990  | 1991  | 1992  | 1993  | 1994 | 1995  | 1996 | 1997  | 1998 | 1999 | 2000 | 2001  | 2002  | 2003 | 2004  |
| --------------- | ----- | ----- | ----- | ----- | ----- | ---- | ----- | ---- | ----- | ---- | ---- | ---- | ----- | ----- | ---- | ----- |
| Giro de Italia  | 131.º | -     | 105.º | -     | 115.º | 85.º | 102.º | 95.º | Ab.   | 61.º | 67.º | 56.º | 121.º | 109.º | 84.º | 121.º |
| Tour de Francia | Ab.   | -     | -     | 107.º | 120.º | Ab.  | 98.º  | Ab.  | -     | Ab.  | Ab.  | Ab.  | -     | -     | -    | -     |
| Vuelta a España | -     | 117.º | 106.º | 112.º | -     | -    | Ab.   | -    | 113.º | -    | -    | -    | -     | Ab.   | -    | -     |
| Mundial en Ruta | -     | -     | -     | -     | -     | -    | -     | -    | -     | -    | -    | -    | -     | 29º   | -    | -     |